# Andrzej Leon Sowa
Andrzej Leon Sowa (ur. 1946) – polski historyk, profesor nauk humanistycznych, wieloletni nauczyciel akademicki Instytutu Historii Uniwersytetu Jagiellońskiego oraz Biblioteki Jagiellońskiej.

## Życiorys
Stopień naukowy doktora otrzymał w 1978 na podstawie pracy pt. Mentalność elity rządzącej w Rzeczypospolitej w okresie panowania Augusta II. Habilitował się w 2000 na podstawie dorobku naukowego i rozprawy pt. Stosunki polsko-ukraińskie 1939−1947. Zarys problematyki. Od 2010 był zatrudniony w Uniwersytecie Pedagogicznym im. Komisji Edukacji Narodowej w Krakowie. W 2013 otrzymał tytuł naukowy profesora nauk humanistycznych.
Zajmuje się dziejami I Rzeczypospolitej (wiek XVIII) oraz historią XX wieku. Jest współautorem i autorem kilku podręczników do historii najnowszej, wykorzystywanych na polskich uczelniach wyższych, w tym przede wszystkim Historii Polski 1918–1945 oraz Historii politycznej Polski 1944-1991.